# تاج‌گذاری محمدرضا پهلوی

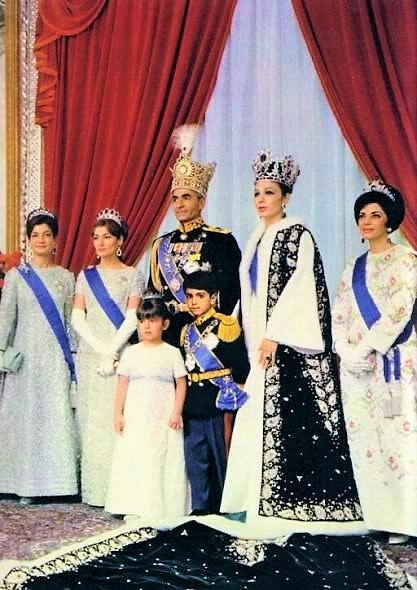
نگاره رسمی از تاجگذاری شاه ایران در ۴ آبان ۱۳۴۶ از راست به چپ: شمس پهلوی، فرح پهلوی، رضا پهلوی، فرحناز پهلوی، محمدرضا شاه پهلوی، شهناز پهلوی و اشرف پهلوی.

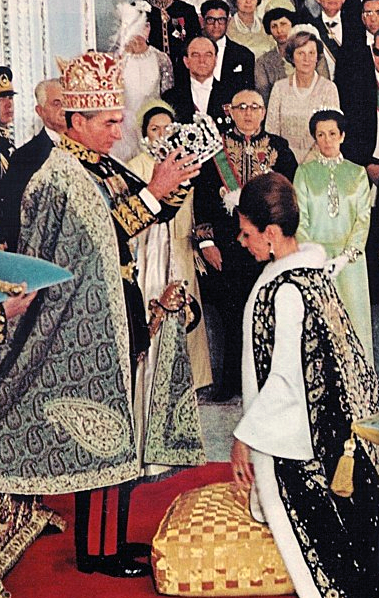
تاج‌گذاری فرح پهلوی

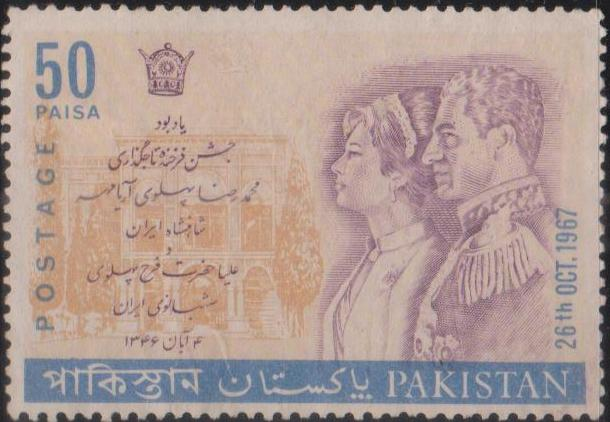
تمبر یادبود تاج‌گذاری؛ منتشر شده توسط دولت پاکستان

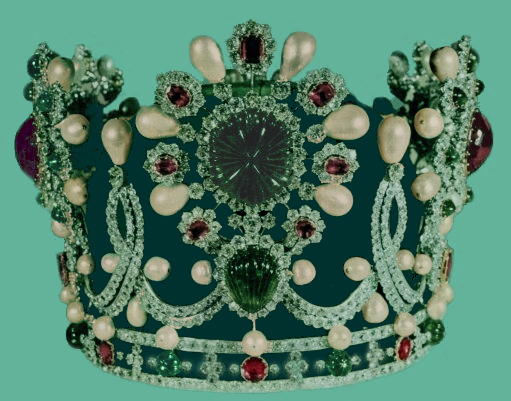
«تاج شهبانوی ایران»، نام تاجی برای فرح پهلوی بود که جواهرسازان گالری ون کلیف ارپلز به سفارش دربار پهلوی برای مراسم تاج‌گذاری در سال ۱۹۶۷ ساخت. این تاج در حال حاضر در موزه جواهرات ملی ایران نگهداری می شود.

تاج‌گذاری محمدرضا شاه پهلوی مراسمی بود که در تاریخ ۴ آبان ۱۳۴۶ خورشیدی مصادف با چهل و هشتمین سال زادروز محمدرضا شاه پهلوی که در تالار سلام کاخ گلستان برگزار شد. محمدرضا شاه پهلوی تاج‌گذاری خود را جشن گرفت و تاج بر سر خود و همسرش فرح پهلوی گذاشت. به دلیل شرایط سیاسی در ایران اشغال شده پس از اینکه محمدرضا شاه پهلوی ولیعهد ایران در مجلس شورای ملی سوگند پادشاهی خورد و شاهنشاه ایران شد، با خواست شخص محمدرضا شاه پهلوی مراسم جشن تاج‌گذاری به آینده محول شده بود.
مراسم تاج‌گذاری محمدرضا پهلوی، ۲۶ سال پس از آغاز پادشاهی او انجام شد.

## پادشاهی محمدرضا شاه پهلوی
در تاریخ سوم شهریور ۱۳۲۰ نیروهای ارتش انگلستان و اتحاد جماهیر شوروی خاک ایران را اشغال کردند. هشتم شهریور ایران را نیروهای انگلیس و روسیه به سه بخش تقسیم کردند. بخش شمالی در قلمرو روس‌ها بود. بخش جنوبی که منطقه نفتی ایران را نیز شامل می‌شد زیر قدرت نیروهای انگلیس درآمد. تنها منطقه میانی ایران یعنی تهران و اطراف آن برای ایران باقی‌ماند. ۲۳ شهریور ۱۳۲۰ سفیرهای انگلیس و روس به رضا شاه اولتیماتوم دادند که تا ۲۶ شهریور ساعت دوازده نیم روز باید استعفا دهد و اگر استعفا ندهد، تهران اشغال خواهد شد، سلطنت از بین خواهد رفت و یک دولت اشغالی از روس و انگلیس به وجود خواهد آمد. صبح زود روز ۲۵ شهریور ۱۳۲۰، رضا شاه از سلطنت به نفع ولیعهد بیست و یک ساله اش محمدرضا پهلوی کناره گرفت. ساعت نه و سی دقیقه، مجلس شورای ملی استعفای رضا شاه را پذیرفت. برای جلوگیری از دستگیر شدن ولیعهد محمدرضا به وسیله نیروهای روس و انگلیس، ولیعهد محمدرضا پهلوی را با لباس شخصی در یک اتومبیل کرایسلر قدیمی بین صندلی جلو و عقب روی کف خودرو پنهان کردند و از در خدمه مجلس به داخل مجلس آوردند. ساعت ۴ و ۴۵ دقیقه بعد از ظهر، ولیعهد محمدرضا پهلوی در برابر مجلس شورا و نمایندگان به قرآن سوگند خورد و پادشاه ایران شد.
با این که رضا شاه استعفا داد در ۲۶ شهریور ۱۳۲۰ ارتش روسیه و انگلیس تهران را اشغال کردند و حکومت را به کنترل خویش درآوردند. در ۵ آبان سفیران روس و انگلیس به آگاهی محمدرضا پهلوی رساندند که قدرت در دست ماست. پس از سه ماه در ۶ بهمن ۱۳۲۰ مجلس شورا قانون قرارداد سه قوا در ایران را تصویب کرد. این قانون به امضای نخست وزیر محمدعلی فروغی و سفیران اتحاد جماهیر شوروی و انگلیس برای تأیید نهایی رسید. این قرارداد تمامیت ارضی ایران را تضمین کرد و هم‌چنین که نیروهای روس و انگلیس در پایان جنگ جهانی دوم ایران را تخلیه خواهند کرد. ایران نیز متعهد شد که با نیروهای اتحاد جماهیر شوروی و انگلیس همکاری کند، پروانه استفاده از راه‌های کشور و سیستم مخابراتی کشور را به روس و انگلیس بدهد و نیروی کارگر و ابزار مورد نیاز را برای روس و انگلیس فراهم آورد. آذر ماه ۱۳۲۱ نیروهای آمریکایی نیز ایران را اشغال کردند و آغاز به ساختن پرشن کریدور کردند. پرشن کریدور راهی بود از شمال به جنوب ایران که برای رساندن مهمات و دیگر ابزار جنگی یعنی از خلیج فارس تا دریای خزر و سپس از آنجا به روسیه می‌رفت.
۹ آذر ۱۳۲۲، در کنفرانس تهران روزولت، چرچیل و استالین قرارداد قوای متفقین را امضا کردند که در آن تضمین شد که قوای متفقین ایران را پس از پایان جنگ جهانی دوم ترک خواهند کرد و ایران غرامتی برای این مدت خواهد گرفت. پیش‌نیاز این قراداد این بود که دولت ایران به آلمان اعلان جنگ بدهد که ایران در ۱۷ شهریور ۱۳۲۲ آن را انجام داد.
پس از پایان جنگ جهانی دوم نیروهای آمریکایی و انگلیس به تخلیه نیروهای خود از ایران پرداختند. دولت روس نیروهای خود را از ایران بیرون نبرد بلکه بسیار علنی در آبان ماه ۱۳۲۴ به پشتیبانی از جنبش‌های جداکردن بخش‌هایی از ایران پرداختند. ارتش روسیه از ورود نیروهای پلیس و ژاندارمری ایران به آذربایجان و کردستان جلوگیری کرد. کردها جمهوری مهاباد را با پشتیبانی روسیه علم کردند و در آذربایجان، جعفر پیشه‌وری با حمایت روس‌ها فرقه دمکرات آذربایجان را برپا نمود.

## تغییر قانون اساسی
محمدرضا پهلوی در خواست تغییر در قانون اساسی را نمود که وی حق تعیین نایب‌السلطنه را داشته و سن قانونی به سلطنت رسیدن ولیعهد بیست سالگی باشد، و تا هنگامی که ولیعهد به بیست سالگی نرسیده نایب السلطنه در راس کشور قرار داشته باشد. در تاریخ ۱ شهریور ۱۳۴۰ تغییرات پیش گفته در قانون اساسی تصویب شد.

محمدرضا پهلوی در این باره گفت:
 «هنگامی که نیازهای اصلی و اساسی مردم ایران برآورده بشوند و چهارچوب اقتصاد ایران گسترش یابد، می‌باید پای در راه تمدن بزرگ بگذاریم و این تغییرات در قانون اساسی راه ما را به سوی تمدن بزرگ هموار می‌سازد.»

## مراسم تاج‌گذاری

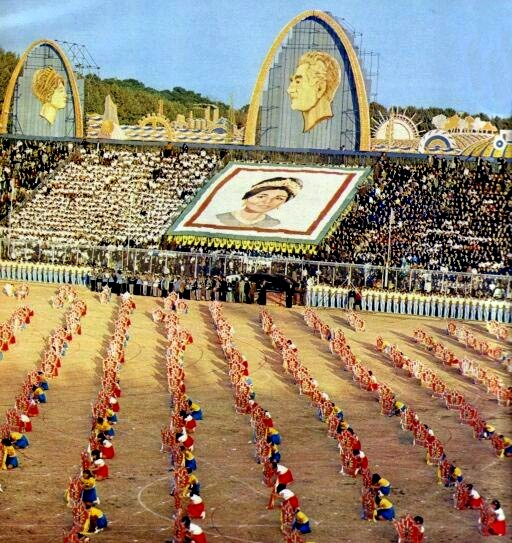
گوشه‌هایی از جشن‌های تاج‌گذاری در ورزشگاه امجدیه

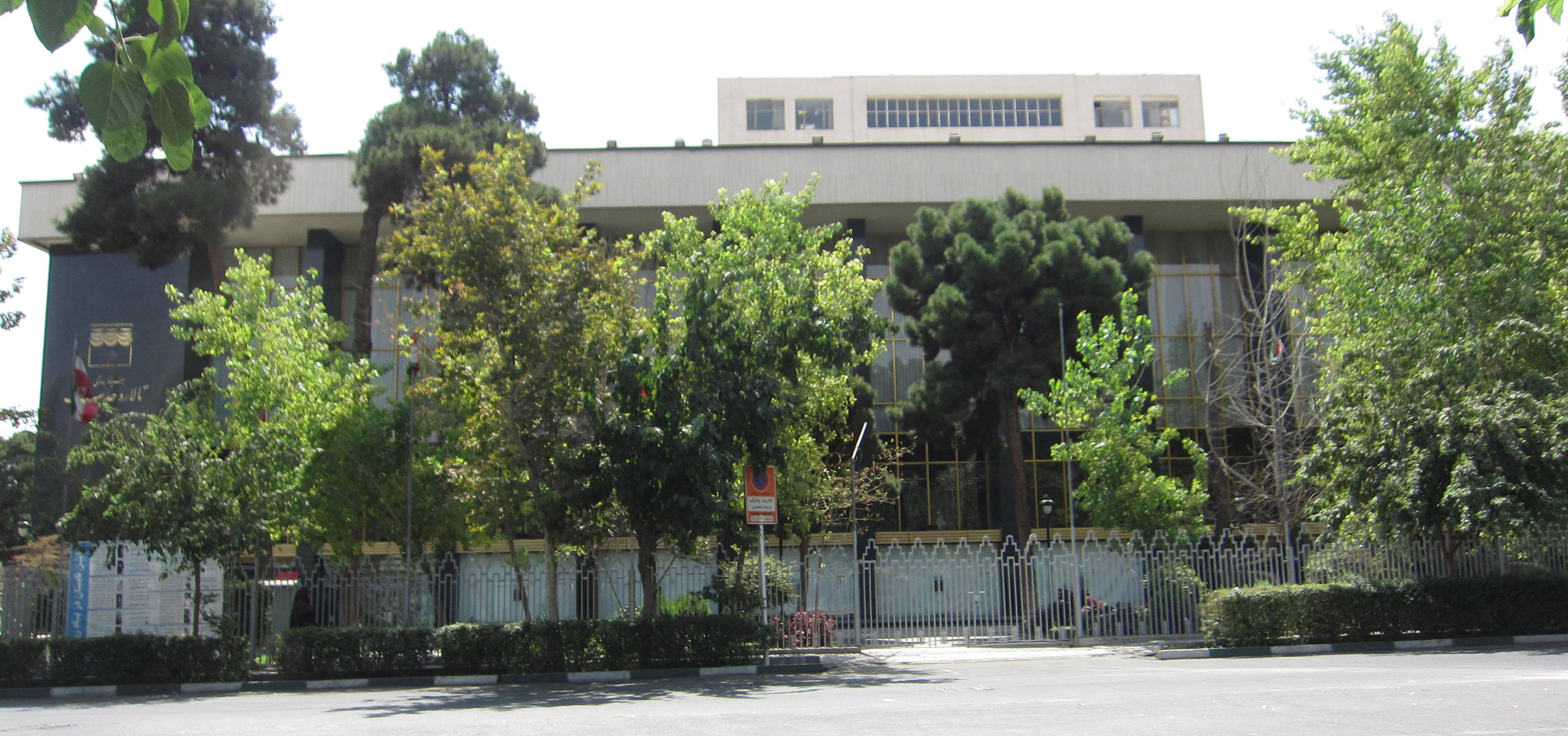
تالار رودکی، هم‌زمان با جشن‌های تاج‌گذاری شاه و شهبانو، در روز ۳ آبان ۱۳۴۶ افتتاح شد.

در تاریخ ۴ آبان ۱۳۴۶ چهل و هشتمین سال زادروز محمدرضا پهلوی، وی در تالار سلام در کاخ گلستان تاج بر سر خود و همسرش فرح گذاشت. وی پس از تاجگذاری خود و فرح پهلوی، همسرش را به عنوان نیابت سلطنت منصوب کرد.

محمدرضا پهلوی پیش از آغاز مراسم گذاشتن تاج بر سر فرح پهلوی گفت:
 «از خداوند سپاسگزارم که به من فرصت داد تا جایی که در قدرت من بود به مملکت و ملتم خدمت کنم. از خداوند می‌خواهم که قدرت ادامه آنچه را که تاکنون انجام داده‌ام به من عطا فرماید. شرف و افتخار ملت و کشورم تنها هدف زندگی من است. من تنها یک امید دارم و آن حفظ استقلال، حاکمیت ایران و پیشرفت مردم ایران است و برای رسیدن به این هدف آماده‌ام تا در صورت لزوم جان خود را فدا کنم. باشد که خداوند توانا به من فرصت دهد کشوری خوشبخت و جامعه‌ای آبادان به نسل‌های بعد تحویل دهم و پسرم، ولیعهد نیز در انجام رساندن این بار سنگین تحت توجهات باری تعالی موفق گردد.»

## قوانین

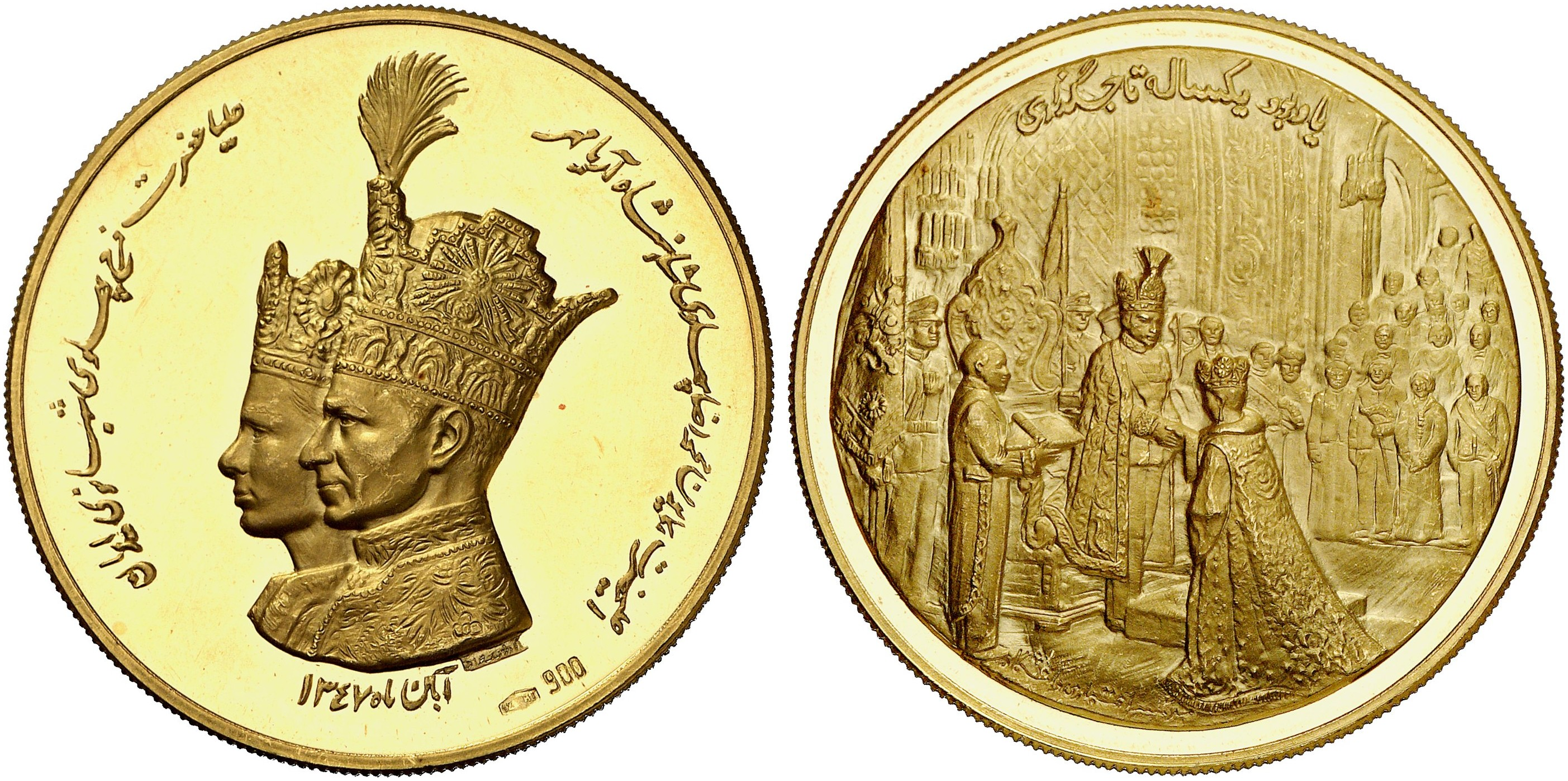
سکهٔ طلای طراحی‌شده توسط حسن ارژنگ‌نژاد به مناسبت ۱مین سالگرد تاج‌گذاری محمدرضا شاه و شهبانو فرح

قرائت و امضای قسم‌نامه از طرف محمدرضا پهلوی و سخنان دایر به مصالح کشور

## واکنش‌ها
تاج‌گذاری هنگامی بود که مصدق به تازگی (در نیمه اسفند سال پیش از تاج‌گذاری) درگذشته بود. محمدرضا شفیعی کدکنی «مرثیه درخت» را برای مرگ مصدق سروده بود که در مجله سخن در اردیبهشت ۱۳۴۶، ص۱۲۹ چاپ شده بود. اینک همزمان با تاج‌گذاری، نمایش تمثیلی میراث و ضیافت کارِ بهرام بیضایی که اوضاع ایران را در چهره‌هایی تمثیلی مانند «شبان» و «دهباشی» تصویر می‌کرد در تالار ۲۵ شهریور بر صحنه رفت و خود باعث عکس‌العمل‌هایی نیز شد.

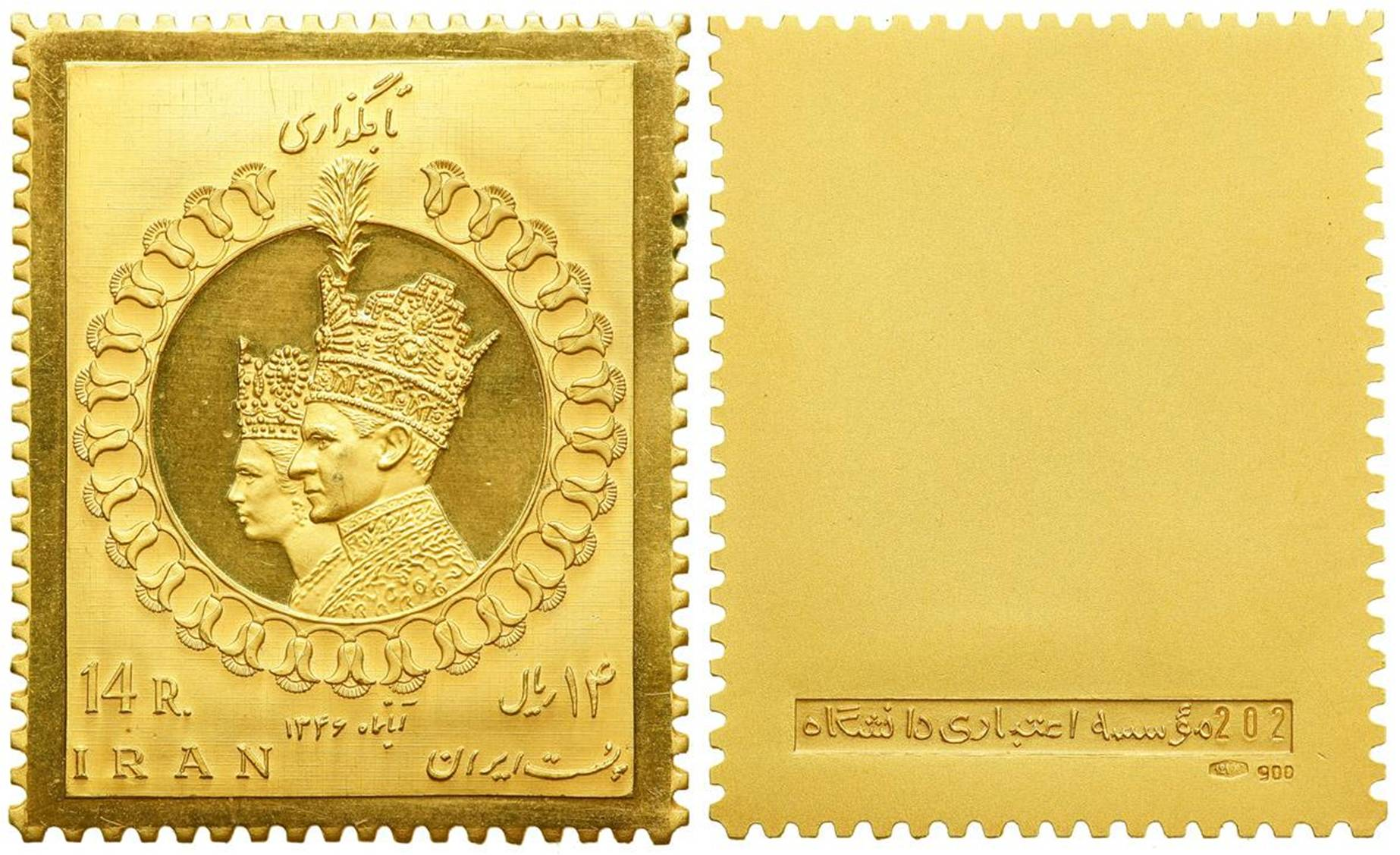
تمبر طلا به مناسبت تاج‌گذاری محمدرضا پهلوی؛ آبان ۱۳۴۶

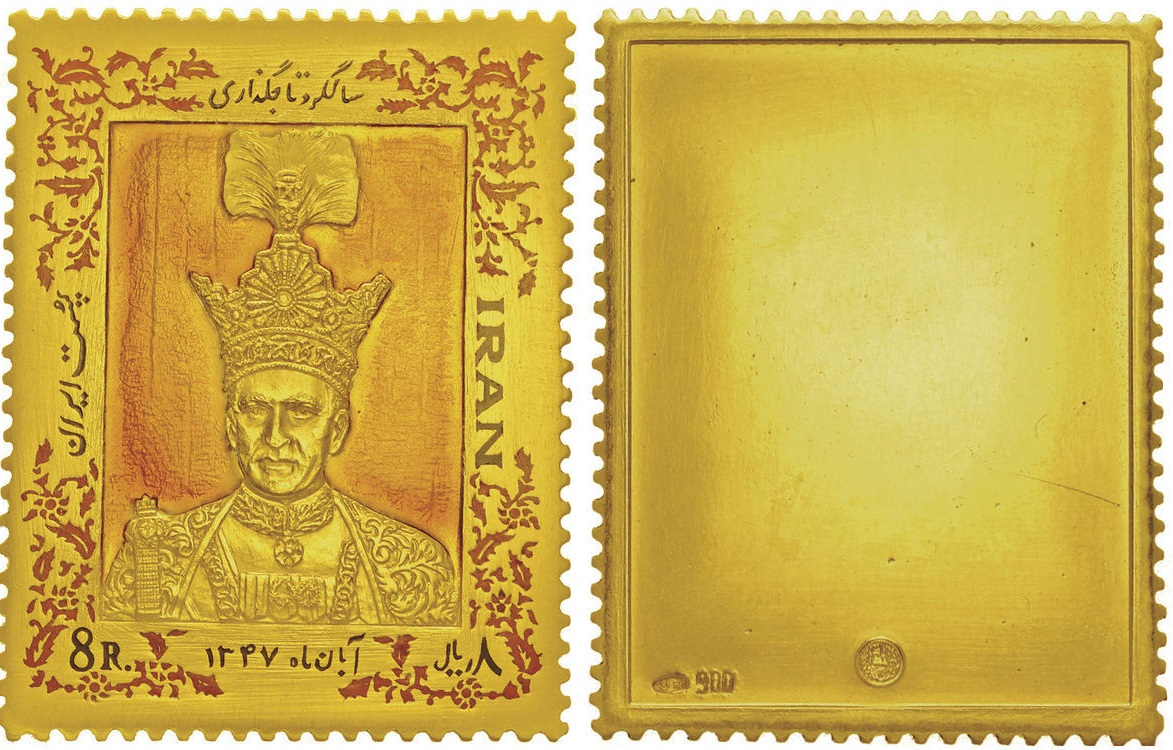
تمبر طلا به مناسبت سالگرد تاج‌گذاری محمدرضا پهلوی؛ آبان ۱۳۴۷

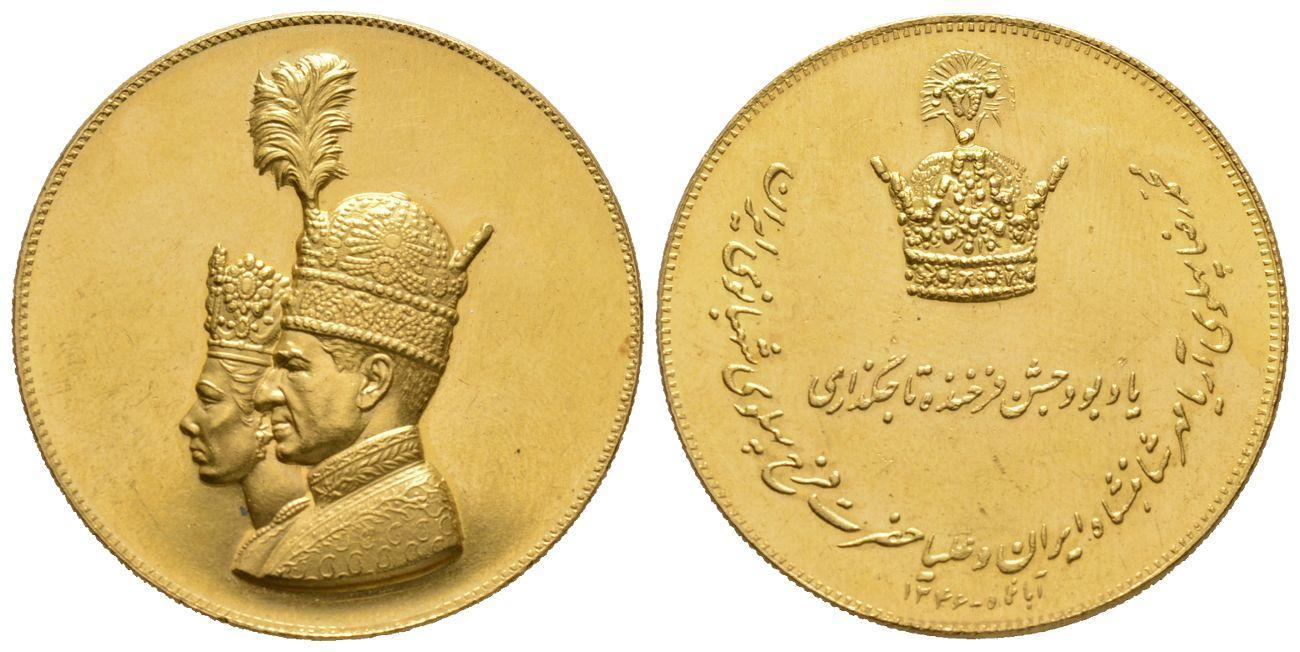
سکه یادبود تاج‌گذاری؛ آبان ۱۳۴۶